# Arcidiocesi di Spoleto-Norcia

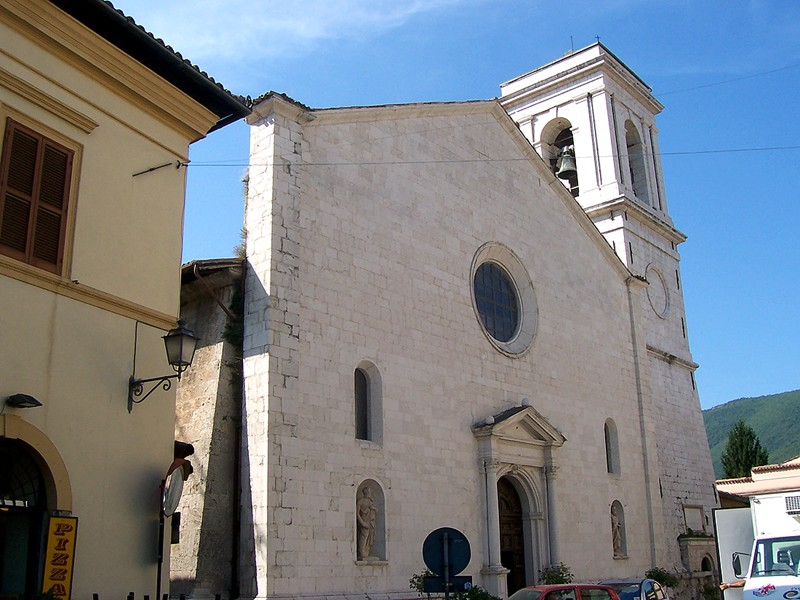
La concattedrale di Norcia.

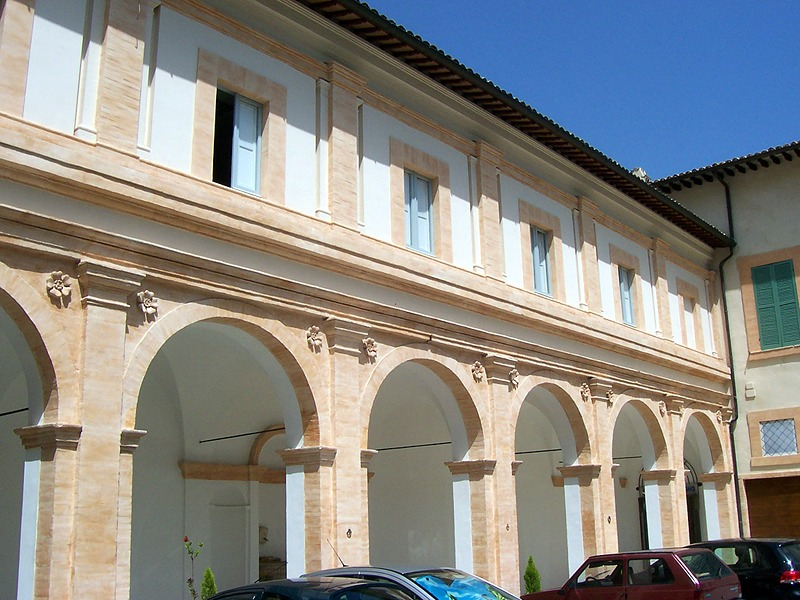
Il palazzo vescovile di Spoleto.

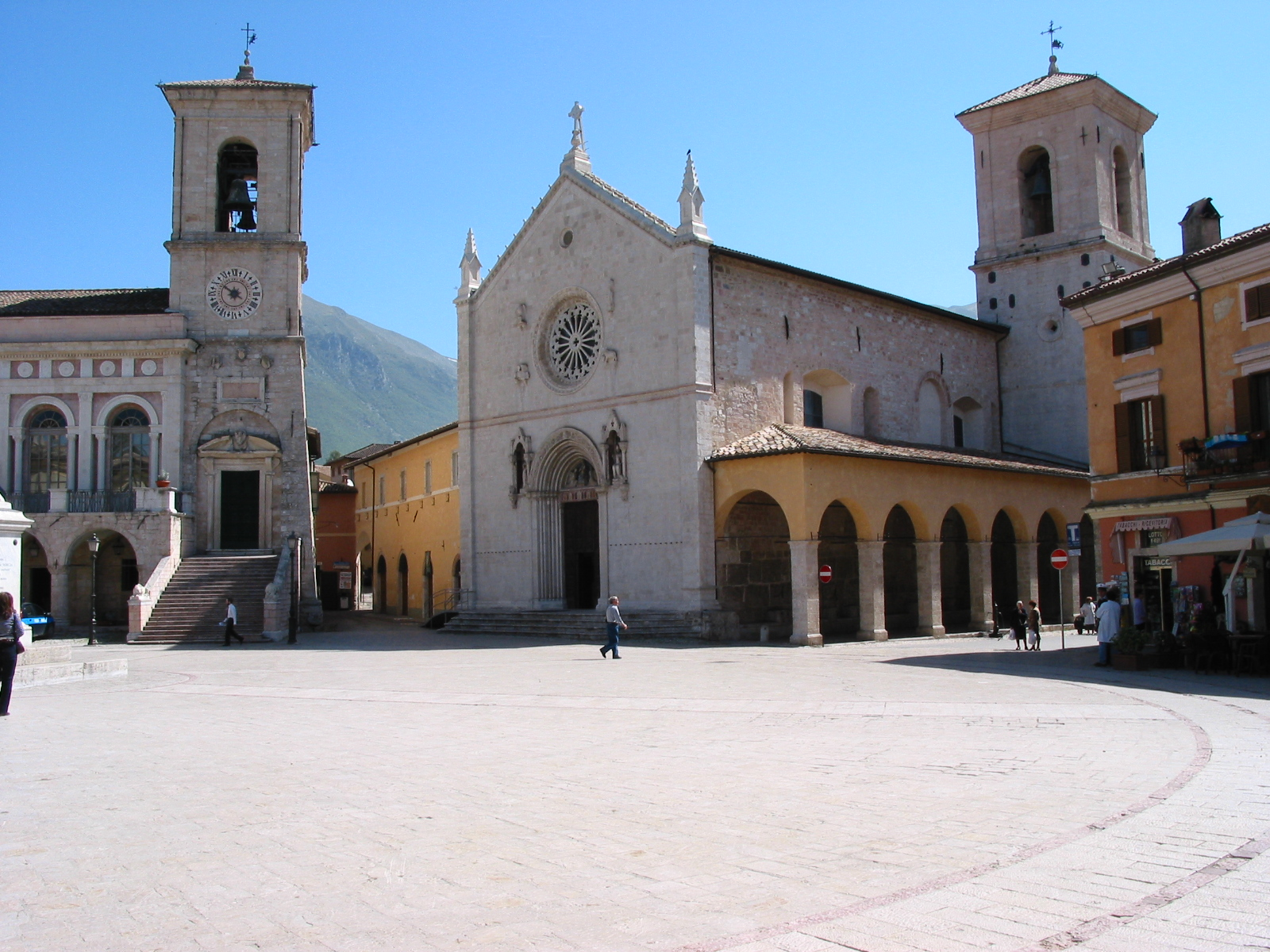
La basilica di San Benedetto a Norcia.

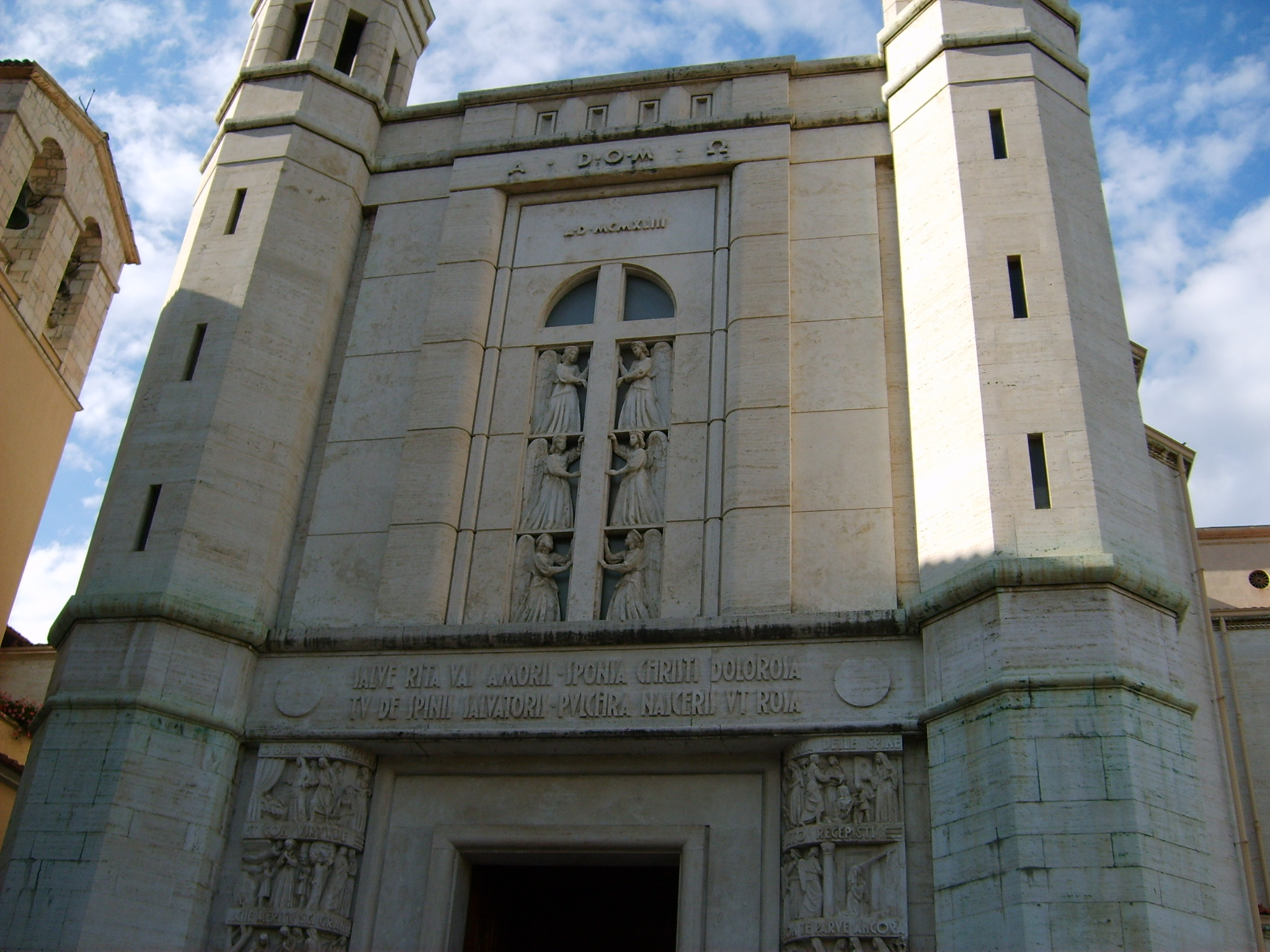
Il santuario e basilica minore di Santa Rita a Cascia.

L'arcidiocesi di Spoleto-Norcia (in latino Archidioecesis Spoletana-Nursina) è una sede della Chiesa cattolica in Italia immediatamente soggetta alla Santa Sede e appartenente alla regione ecclesiastica Umbria. Nel 2023 contava 104.000 battezzati su 108.300 abitanti. È retta dall'arcivescovo Renato Boccardo.

## Territorio
L'arcidiocesi comprende venticinque comuni nelle province di Perugia e Terni: Spoleto, Norcia, Cascia, Bevagna, Montefalco, Giano dell'Umbria, Sellano, Trevi, Castel Ritaldi, Campello sul Clitunno, Monteleone di Spoleto, Poggiodomo, Vallo di Nera, Preci, Sant'Anatolia di Narco, Scheggino, Cerreto di Spoleto, Ferentillo, Arrone, Montefranco, Polino, e parte dei comuni di Acquasparta, Foligno, Gualdo Cattaneo e Terni.
Sede arcivescovile è la città di Spoleto, dove si trova la cattedrale di Santa Maria Assunta. A Norcia si trovano la concattedrale di Santa Maria Argentea e la basilica minore di San Benedetto. A Cascia sorge la basilica minore di Santa Rita.

### Vicariati e parrocchie
Il territorio si estende su 1.836 km² ed è suddiviso in 71 parrocchie, raggruppate in 5 vicariati:
- vicariato urbano (San Ponziano) - comprende 12 parrocchie nella città di Spoleto e nella frazione Cecalocco di Terni, raggruppate in due pievanie, Santa Maria e Sacro Cuore;[5]
- vicariato extraurbano (San Brizio) - comprende 18 parrocchie nel comune di Spoleto (Alta Valle del Marroggia e piana spoletina), Campello sul Clitunno e Castel Ritaldi, e in parte in quelli di Terni (Porzano) e Acquasparta (Firenzuola); le parrocchie sono raggruppate in tre pievanie: San Giacomo, San Venanzo e San Giovanni Battista;[6]
- vicariato del Clitunno (Sant'Emiliano) - comprende 14 parrocchie nei comuni di Trevi, Montefalco, Giano dell'Umbria, Bevagna e parte di Gualdo Cattaneo, raggruppate in tre pievanie: Beato Pietro Bonilli, Santa Chiara della Croce e San Felice;[7]
- vicariato dei Sibillini (Santi Benedetto e Rita) - comprende 9 parrocchie nei comuni di Norcia, Preci, Cascia, Poggiodomo, Monteleone di Spoleto; due sono le pievanie del vicariato: Santi Benedetto e Scolastica, Santa Rita;[8]
- vicariato della Valnerina (Santa Maria Assunta) - comprende 14 parrocchie nei comuni di Arrone, Montefranco, Polino, Ferentillo, Cerreto di Spoleto, Sellano, Vallo di Nera, Sant'Anatolia di Narco, Scheggino e Foligno (per la sola parrocchia di Verchiano) e, in parte, in quelli di Terni ed Acquasparta; due sono le pievanie del vicariato: San Bernardino da Siena e Beato Giolo, Santa Rita;[9]

## Santi e beati dell'arcidiocesi
Nell'arcidiocesi sono venerati i seguenti santi e beati:
- San Ponziano da Spoleto
- San Benedetto da Norcia
- Sant'Emiliano di Trevi
- Santa Chiara della Croce
- Santa Rita da Cascia
- Santa Scolastica da Norcia
- Sant'Eutizio di Norcia
- Sant'Antonino Fantosati
- Beato Simone Fidati da Cascia
- Beato Pietro Bonilli
- Beata Maria Teresa Fasce

## Storia
L'odierna arcidiocesi nasce nel 1986 dall'unione di due antiche sedi episcopali: Spoleto, storicamente documentata a partire dal IV secolo; e Norcia, già attestata nel periodo tardo imperiale e ricostituita nel 1821.

### Sede di Spoleto
Secondo la tradizione locale, la diocesi di Spoleto sarebbe stata eretta nel I secolo e la sua fondazione sarebbe legata alla figura del protovescovo san Brizio, che avrebbe consacrato il suo successore Giovanni. Le testimonianze archeologiche documentano una presenza cristiana a Spoleto o nel suo territorio nei ceti sociali più elevati a partire dal IV secolo.
La serie episcopale spoletina per i primi secoli comprende un elenco di diversi santi vescovi, ma solo alcuni sono attestati storicamente. Il primo di questi è Ceciliano, che fu destinatario di una lettera di papa Liberio, scritta prima dell'estate del 356, e che, secondo quanto scrive Baronio, avrebbe preso parte ad un concilio a Milano nell'estate del 355. Seguono Spes (o Speo), noto per il suo epitaffio, secondo il quale governò la Chiesa spoletina per 32 anni tra il IV secolo e il V secolo; Achilleo, che fece edificare la chiesa di San Pietro e che nel 419 fu incaricato di celebrare le festività pasquali a Roma, in quel momento sede vacante; Amasio, il cui epitaffio, oggi perduto, lo indica vescovo dal 476 al 489; Giovanni, che prese parte ai sinodi simmachiani del 499, del 501 e del 502 e che fu destinatario di una lettera di papa Gelasio I (492-496); Paolino, che visse all'epoca di papa Pelagio I; e Crisanto, a cui Gregorio Magno affidò momentaneamente la cura della Chiesa di Norcia.
Tra VI e VII secolo, Spoleto inglobò i territori delle soppresse diocesi di Trevi, di Spello e di Bevagna; attorno alla metà del IX secolo fu annessa a Spoleto anche Terni, diocesi restaurata nel 1218.
Nell'XI secolo il vescovo Andrea dette avvio alla ristrutturazione della cattedrale, la cui prima attestazione risale al 956; il nuovo edificio fu consacrato una prima volta nel 1198 da papa Innocenzo III e poi, a lavori ultimati, da papa Onorio III forse nel 1216. Nella cattedrale spoletina fu solennemente canonizzato sant'Antonio da Padova nel 1232.

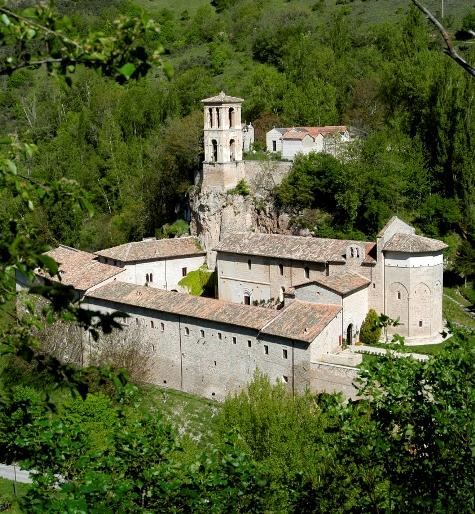
L'abbazia di Sant'Eutizio.

Numerose sono le istituzioni monastiche presenti in diocesi. Tra le più importanti si possono ricordare: San Giuliano sopra Spoleto, San Marco in Pomeriis, l'abbazia di San Pietro in Valle nei pressi di Ferentillo, San Felice di Narco, San Pietro di Bovara nel territorio di Trevi, San Pietro di Montemartano, San Felice di Giano, Santa Maria di Turrita, San Silvestro di Collepino nei pressi di Spello, e Sant'Eutizio in valle Castoriana. Tra i monasteri femminili: Sant'Eufemia, San Paolo inter vineas e San Concordio. Attorno alla metà del XIII secolo arrivarono a Spoleto domenicani, francescani e agostiniani.
Secondo alcune ricostruzioni topografiche, la diocesi di Spoleto, tra la fine del XIII secolo e il XIV secolo, era la più grande dell'Umbria, estendendosi su un territorio di circa 2.484 km², comprendendo un totale di 345 chiese, di cui 94 nei centri urbani e 251 nei centri rurali.
Nel 1586 cedette una porzione del suo territorio, lungo il crinale dell'Appennino umbro-marchigiano, alla diocesi di Camerino come compensazione per la perdita di San Severino Marche, eretta a diocesi da papa Sisto V.
All'inizio del Seicento il vescovo Alfonso Visconti (1601-1608) fondò il seminario diocesano; il suo successore, Maffeo Barberini (1608-1617), dette avvio ai lavori di ricostruzione della cattedrale, consacrata nel 1680; il Barberini nel 1623 divenne papa con il nome di Urbano VIII.
Il 29 aprile 1772, dopo oltre cento anni di tentativi presso la Curia romana, iniziati nel 1645, vacando la sede di Spoleto per la morte del vescovo Vincenzo Acqua, papa Clemente XIV scorporò il territorio dell'antica diocesi di Spello, in cui erano oltre cinquanta chiese, dalla diocesi di Spoleto e l'aggregò a quella di Foligno.
Il 15 settembre 1821, come ricompensa per la perdita del territorio a vantaggio dell'erezione della diocesi di Norcia, Spoleto fu elevata al rango di arcidiocesi, non metropolitana, con la bolla Pervetustam episcopalium di papa Pio VII. L'arcidiocesi mantenne l'immediata soggezione alla Santa Sede.
Tra i primi arcivescovi si ricordano Giovanni Maria Mastai Ferretti (1827-1832), divenuto papa nel 1846 con il nome di Pio IX; Giovanni Battista Arnaldi (1853-1867), che per la sua fedeltà al papa fu messo in carcere nel 1863; durante l'episcopato di Elvezio Mariano Pagliari (1879-1900) venne fondato a Spoleto ad opera del sacerdote e parroco Pietro Bonilli l'Istituto Nazzareno delle Suore della Sacra Famiglia.
Il 24 giugno 1976 si completò la cessione delle parrocchie del comune di Leonessa, già iniziata nel 1859, alla diocesi di Rieti. Il 14 aprile 1980 la parrocchia San Michele Arcangelo di Limigiano, nel comune di Bevagna, venne acquisita dalla diocesi di Assisi.
Dopo il concilio Vaticano II fu istituito il museo diocesano (1968) ad opera di Ugo Poletti (1967-1969), poi cardinale vicario a Roma, e vennero aperti agli studiosi l'archivio della curia e la biblioteca diocesana, ad opera di Ottorino Pietro Alberti (1973-1987).
Alla vigilia dell'unione con Norcia, l'arcidiocesi spoletina comprendeva 87 parrocchie nei comuni di Spoleto (34), Bevagna (3), Montefalco (5), Giano dell'Umbria (4), Sellano (3), Trevi (8), Castel Ritaldi (4), Campello sul Clitunno (2), Vallo di Nera (2), Sant'Anatolia di Narco (2), Scheggino (2), Cerreto di Spoleto (2), Ferentillo (2), Arrone (2), Montefranco (2), Polino (1), Acquasparta (2), Foligno (1), Gualdo Cattaneo (1) e Terni (5).

### Sede di Norcia
La diocesi di Norcia è attestata con certezza nel V secolo. Nella Passione di san Feliciano, protovescovo di Forum Flaminiii e patrono della diocesi di Foligno, si narra che un gruppo di ebrei di Norcia si convertì al cristianesimo grazie alle parole del santo vescovo, il quale avrebbe ordinato per la loro comunità, nella basilica chiamata Argentea, il sacerdote Pisentius (prima metà del III secolo).
Sono solo due i vescovi dell'antichità storicamente e certamente attribuibili alla sede di Norcia. Primo è Stefano, che prese parte al concilio romano indetto da papa Simmaco il 1º marzo 499 in basilica beati Petri apostoli per regolare le modalità di elezione del vescovo di Roma. Il secondo è Giovanni, che il 27 marzo 680 partecipò al concilio romano indetto da papa Agatone per rinnovare la condanna contro l'eresia monotelita.
Dalle lettere di Gregorio Magno sappiamo che all'inizio del VII secolo la sede nursina era probabilmente vacante. Infatti nel giugno 603 il vescovo Crisanto di Spoleto fu destinatario di una lettera del pontefice che lo informava che un processo contro alcuni preti di Norcia, accusati di coabitare con delle donne, si sarebbe svolto presso il tribunale ecclesiastico della sua diocesi, indizio questo che la diocesi nursina era all'epoca senza vescovo.
Dopo questo periodo non si conoscono più vescovi nursini e nell'alto medioevo la sede fu accorpata alla diocesi di Spoleto, sotto la cui giurisdizione la ritroviamo nel X secolo.
Il 6 gennaio 1821 fu ristabilita la diocesi di Norcia con la bolla Ad tuendam di papa Pio VII ricavandone il territorio dalla sede spoletina. La diocesi, costituita da oltre un centinaio di parrocchie, fu resa immediatamente soggetta alla Santa Sede.
Il primo vescovo fu Gaetano Bonanni (1821-1843), a cui spettò il compito di organizzare la nuova diocesi e di impiantarvi le istituzioni principali in ottemperanza alle indicazioni previste dalla bolla Ad tuendam. Per il mantenimento della mensa vescovile e del seminario diocesano furono destinate le rendite del monastero di San Benedetto di Norcia, che divenne anche sede vescovile, dell'abbazia di Sant'Eutizio e dell'abbazia di Sassovivo in diocesi di Foligno.
Il 24 giugno 1976 la parrocchia di Trimezzo, frazione del comune reatino di Cittareale, fu ceduta alla diocesi di Rieti.
Il 19 marzo 1984, nell'ambito della riorganizzazione territoriale delle diocesi marchigiane e per far coincidere i confini delle diocesi con quelli delle regioni, la diocesi di Norcia cedette 23 parrocchie dei comuni marchigiani di Visso, Castelsantangelo sul Nera e Ussita all'arcidiocesi di Camerino.
In seguito a queste modifiche, alla vigilia dell'unione con Spoleto, la diocesi nursina comprendeva 51 parrocchie nei comuni di Norcia (20), Poggiodomo (2), Preci (7), Cascia (20) e Monteleone di Spoleto (2).

### Sede di Spoleto-Norcia
Il 13 maggio 1972 Giuliano Agresti, già arcivescovo di Spoleto, venne nominato anche vescovo di Norcia, unendo così in persona episcopi le due sedi.
Il 30 settembre 1986, con il decreto Instantibus votis della Congregazione per i Vescovi, è stata stabilita la plena unione delle diocesi di Spoleto e Norcia e la nuova circoscrizione ecclesiastica ha assunto il nome attuale.

## Cronotassi
Si omettono i periodi di sede vacante non superiori ai 2 anni o non storicamente accertati.

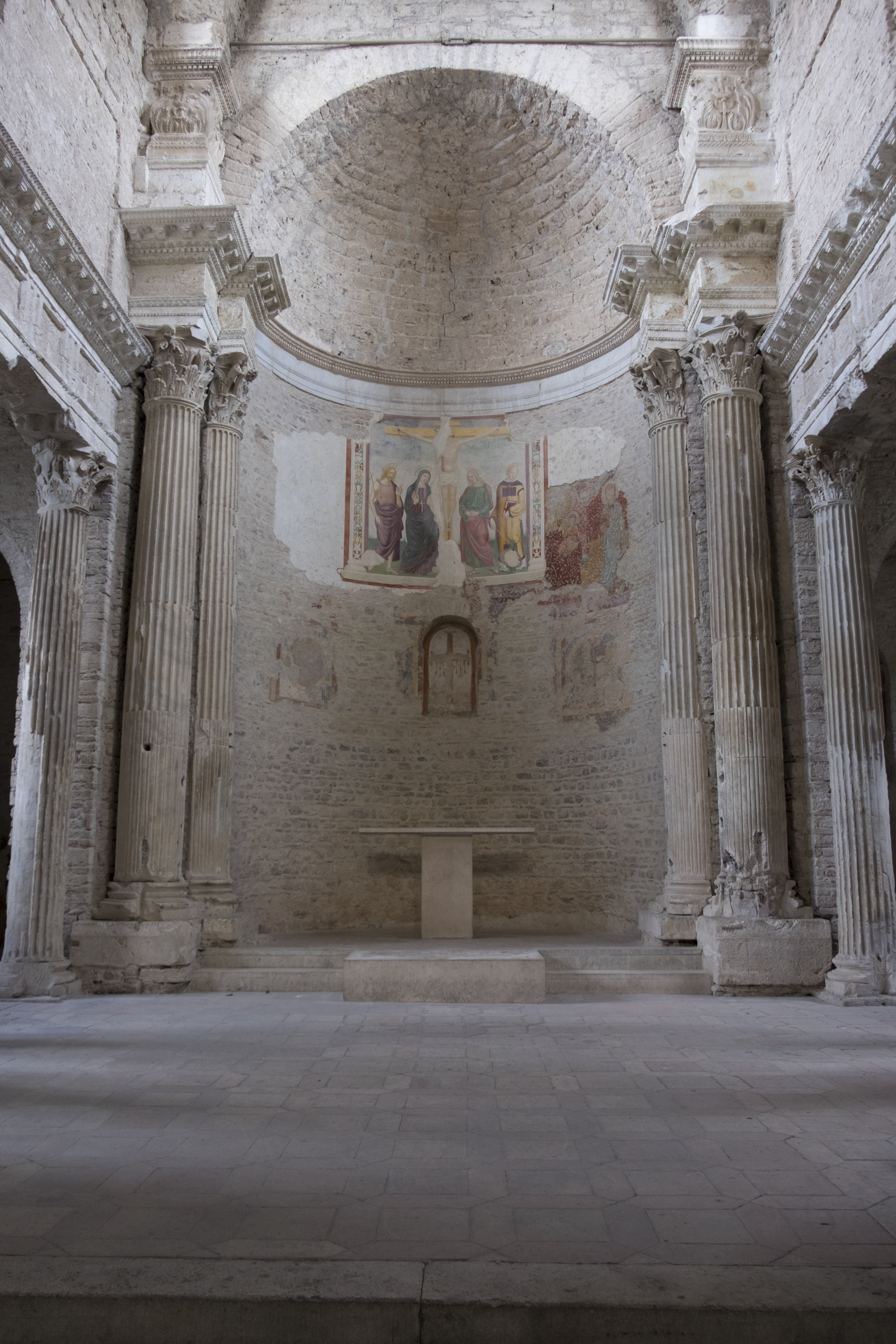
Esempio di stile longobardo nell'arcidiocesi: l'interno della chiesa di San Salvatore a Spoleto.

### Vescovi e arcivescovi di Spoleto
- San Brizio † (I secolo)
- San Giovanni I † (I secolo)
- Sant'Antimo † (176- ?)[28]
- San Feliciano † (III secolo)[29]
- San Saturnino † (230 - 270)
- San Sabino † (? - 303)[30]
- San Marziale † (320 - ?)[31]

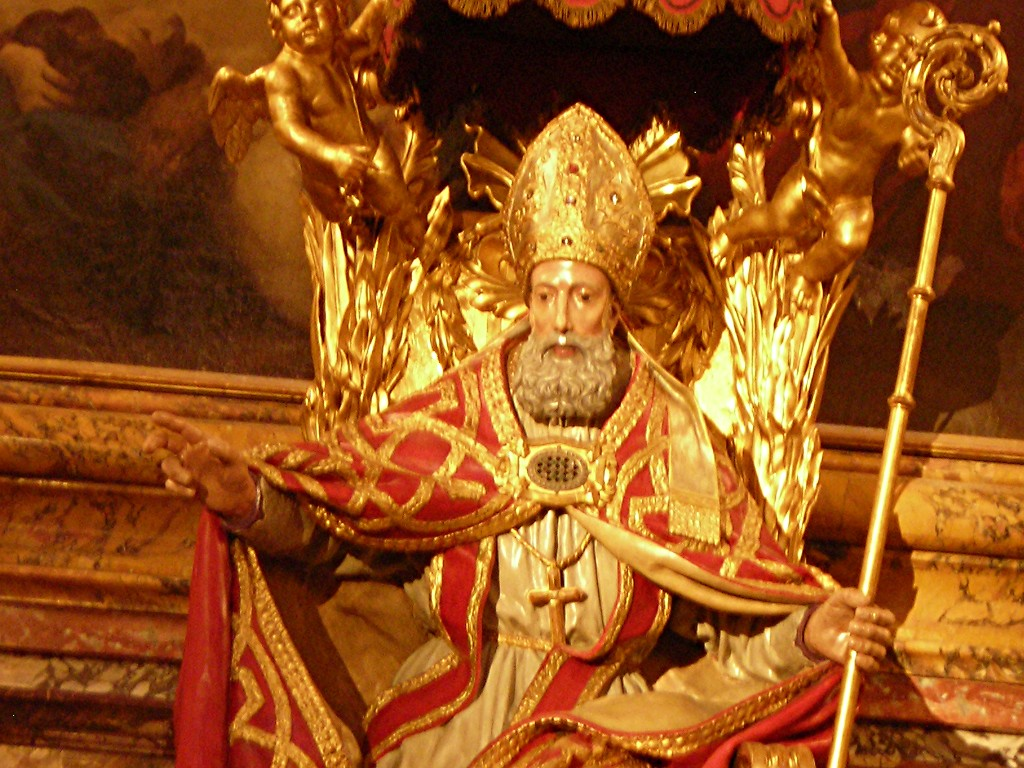
San Feliciano, sesto vescovo di Spoleto.

- San Ceciliano † (menzionato tra il 355 e il 356)[12]
- Santo Spes † (fine IV secolo - inizio V secolo)[32]
- Sant'Achilleo † (menzionato nel 419)[33]
- Sant'Amasio † (23 maggio 476 - 23 luglio 489 deceduto)[34]
- San Melezio † (490 - ?)
- San Giovanni II † (prima del 492/496 - dopo il 502)[35]
- Paolino † (menzionato tra il 558 e il 561)[36]
- San Lorenzo †[37]
- San Pietro † (563 - ?)[38]
- Crisanto † (prima del 597 - dopo il 603)[39]
- Adeodato † (menzionato nel 649)[40]
- Andrea I? † (menzionato nel 670 circa)[41]
- Felice I † (menzionato nel 680)
- Monaldo? † (743)[42]
- Leodegario? † (747)[42]
- Deodato † (prima del 777 - dopo il 781)
- Adelmo † (menzionato nell'801)
- Sigualdo † (prima dell'814 - dopo l'827)
- Luitardo (o Liutardo) † (menzionato nell'839 circa)
- Pietro II † (prima dell'844 - dopo l'861)
- Felice II † (menzionato nell'877)
- Almarico † (menzionato nell'886 o 887)
- Alberto? † (menzionato nel 916 ?)[43]
- Anonimo † (menzionato nel 963)[44]
- Lupo † (prima del 967 - dopo il 968)[45]
- Adalberto (Eriberto) † (menzionato nel 1015)
- Berardo † (menzionato nel 1028)
- Giovanni III? † (menzionato nel 1032)[46]
- Enrico † (prima del 1049 - dopo il 1059)[47]
- Andrea II † (prima del 1065 - dopo il 1069)[48]
- Anonimo † (menzionato nel 1076)
- Rodolfo, † (menzionato nel 1080)
- Salomone † (prima del 1102 - dopo il 1107)[48]
- Enrico Gualfriedi, O.S.B. † (circa 1114 - ?)
- Manualdo † (menzionato nel 1146)[49]
- Lotario † (prima del 1155 - dopo il 1157)[50]
  - Viterichio † (menzionato nel 1173) (intruso)
- Transarico † (1178 - dopo il 1179)
- Matteo † (prima di novembre 1190 - aprile 1198 deceduto)
- Benedetto † (prima di aprile 1199 - dopo il 1218)[51]
- Nicola Porta (di Castro Arquato) † (prima del 1228 - circa 1235 nominato patriarca di Costantinopoli)
- Bartolomeo Accoramboni † (dopo giugno 1236 -1271 deceduto)
- Tommaso de Angelis † (1271 - 1278 deceduto)
- Rolando Taverna † (10 maggio 1278 - 3 aprile 1285 deceduto)
- Paperone de' Paperoni, O.P. † (21 luglio 1285 - 1290 deceduto)
- Gerardo † (4 marzo 1290 - 28 marzo 1295 nominato vescovo di Arras)
- Francesco, O.F.M. † (28 marzo 1295 - 1299 deceduto)
- Niccolò Alberti, O.P. † (1º luglio 1299 - 18 dicembre 1303 nominato cardinale vescovo di Ostia)
- Giovanni di Preneste † (23 dicembre 1303 - 1307 deceduto)
- Pietro di Montichiello † (3 giugno 1307 - 1320 deceduto)
- Bartolomeo de' Bardi, O.E.S.A. † (27 febbraio 1320 - dopo il 4 luglio 1344 deceduto)
  - Pietro † (1346 - ?) (vescovo eletto)
- Giovanni † (23 ottobre 1349 - dopo il 21 marzo 1369 deceduto)
- Bernard de' Bonneval † (10 febbraio 1371 - 18 luglio 1371 nominato vescovo di Bologna)
- Giacomo Muti † (18 luglio 1371 - 1372 ? deceduto)[52]
- Galard de' Paleyrac de' Bellovide, O.E.S.A. † (24 novembre 1372 - 1378 deposto)
  - Ferdinando † (1379 - 1390 dimesso) (amministratore apostolico)
- Lorenzo Corvini † (29 novembre 1390 - 1º settembre 1403 deceduto)
  - Carlo, O.S.B. † (31 ottobre 1403 - ?) (vescovo eletto)
- Agostino Cacciaguerra † (27 febbraio 1404 - 1410 deceduto)
- Jacopo Palladini † (18 luglio 1410 - 1417 deceduto)
- Nicola Viviani † (1417 - 1º febbraio 1419 nominato vescovo di Chieti)
- Giacomo di Campli † (1º febbraio 1419 - 7 luglio 1424 nominato vescovo di Carpentras)
- Giacomo Bucci di Cave † (7 luglio 1424 - 11 novembre 1424 ? deceduto)
- Lotto Sardi † (21 maggio 1427 - 1445 deceduto)
  - Marco Condulmer † (1445 - 1446 dimesso) (amministratore apostolico)
- Sagace de' Conti † (30 maggio 1446 - 1448 deceduto)
- Berardo Eroli † (13 novembre 1448 - 8 dicembre 1474 dimesso)
- Costantino Eroli † (8 dicembre 1474 - 1500 deceduto)
- Francesco Eroli † (1500 succeduto - 1540 deceduto)
- Fabio de Vigili † (24 settembre 1540 - 1553 deceduto)
  - Fulvio Giulio della Corgna, O.S.Io.Hier. † (22 marzo 1553 - 1555 dimesso) (amministratore apostolico)
  - Alessandro Farnese † (1555 - 16 dicembre 1562 dimesso) (amministratore apostolico)
- Fulvio Orsini † (giugno 1563 - 16 maggio 1581 deceduto)[53]
- Pietro Orsini † (16 maggio 1581 succeduto - 5 aprile 1591 nominato vescovo di Aversa)
- Paolo Sanvitale † (26 aprile 1591 - 10 o 11 maggio 1600 deceduto)
- Alfonso Visconti † (10 settembre 1601 - 19 settembre 1608 deceduto)

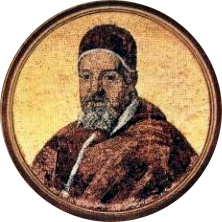
Papa Urbano VIII, al secolo Maffeo Barberini, vescovo di Spoleto dal 1608 al 1617.

- Maffeo Barberini † (27 ottobre 1608 - 17 luglio 1617 dimesso, poi eletto papa con il nome di Urbano VIII)
- Lorenzo Castrucci † (17 luglio 1617 - aprile 1655 deceduto)
- Cesare Facchinetti † (2 agosto 1655 - 14 novembre 1672 nominato vescovo di Palestrina)
  - Cesare Facchinetti † (14 novembre 1672 - 31 gennaio 1683 deceduto) (amministratore apostolico)
- Ludovico Sciamanna † (9 aprile 1685 - 1688 deceduto)
- Opizio Pallavicini † (28 novembre 1689 - 8 agosto 1691 nominato arcivescovo, titolo personale, di Osimo)
- Marcello Durazzo † (27 agosto 1691 - 7 febbraio 1695 dimesso)
- Pietro Gaddi † (7 febbraio 1695 - settembre 1710 deceduto)
- Carlo Giacinto Lascaris, O.P. † (11 maggio 1711 - dopo il 3 giugno 1726 deceduto)
- Pietro Carlo Benedetti † (dopo il 3 giugno 1726 succeduto - settembre 1739 deceduto)
- Ludovico Ancaiani † (16 novembre 1739 - prima dell'8 marzo 1743 deceduto)
- Paolo Bonavisa † (11 marzo 1743 - 21 luglio 1759 deceduto)
- Vincenzo Acqua † (19 novembre 1759 - 31 marzo 1772 deceduto)
- Francesco Maria Locatelli † (1º giugno 1772 - 13 febbraio 1811 deceduto)
  - Sede vacante (1811-1814)
- Francesco Canali † (26 settembre 1814 - 28 agosto 1820 nominato vescovo di Tivoli)
- Mario Ancaiani † (27 giugno 1821 - 24 febbraio 1827 deceduto)
- Beato Giovanni Maria Mastai Ferretti † (21 maggio 1827 - 17 dicembre 1832 nominato arcivescovo, titolo personale, di Imola, poi eletto papa con il nome di Pio IX)
- Ignazio Giovanni Cadolini † (17 dicembre 1832 - 12 febbraio 1838 dimesso[54])
- Giovanni Sabbioni † (12 febbraio 1838 - 26 settembre 1852 deceduto)
- Giovanni Battista Arnaldi † (7 marzo 1853 - 28 febbraio 1867 deceduto)
  - Sede vacante (1867-1871)
- Domenico Cavallini Spadoni † (27 ottobre 1871 - 6 febbraio 1879 dimesso[55])
- Elvezio Mariano Pagliari † (28 febbraio 1879 - 5 febbraio 1900 deceduto)
- Domenico Serafini, Cong.Subl.O.S.B. † (19 aprile 1900 - 2 marzo 1912 dimesso[56])
- Pietro Pacifici, C.R.S. † (28 agosto 1912 - 7 aprile 1934 deceduto)
- Pietro Tagliapietra † (12 settembre 1934 - 11 maggio 1948 deceduto)
- Raffaele Mario Radossi, O.F.M.Conv. † (7 luglio 1948 - 23 giugno 1967 dimesso[57])
- Ugo Poletti † (26 giugno 1967 - 3 luglio 1969 nominato vicegerente di Roma[58])
- Giuliano Agresti † (7 novembre 1969 - 25 marzo 1973 nominato arcivescovo di Lucca)
- Ottorino Pietro Alberti † (9 agosto 1973 - 30 settembre 1986 nominato arcivescovo di Spoleto-Norcia)

### Vescovi di Norcia
- Stefano † (menzionato nel 499)[59]
- Primevo? † (menzionato nel 593)[60]
  - Sede vacante (inizio VII secolo)
- Giovanni † (menzionato nel 680)[61]

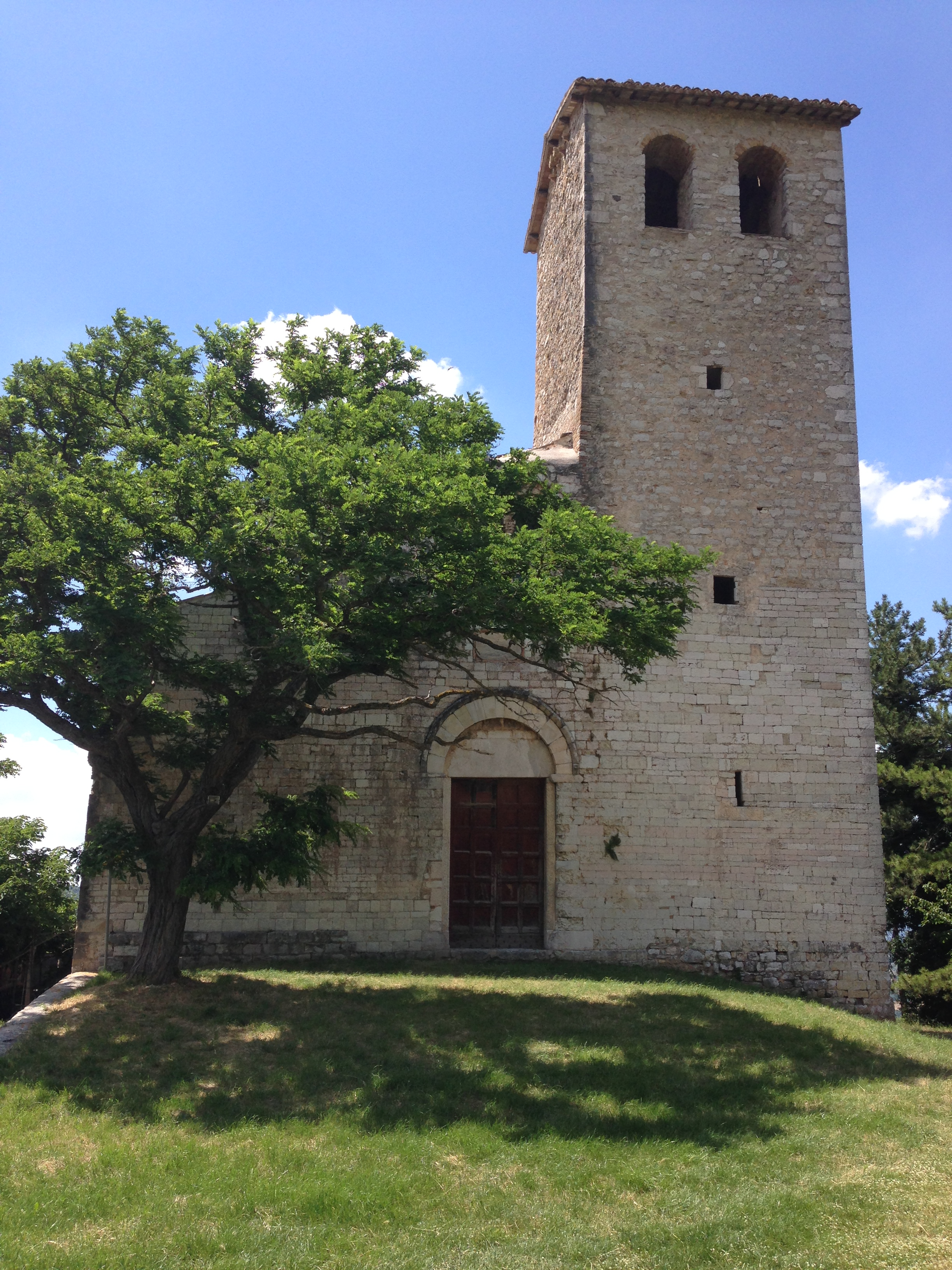
Abbazia di San Giuliano a Spoleto.

  - Sede unita a Spoleto (VIII secolo-1821)
- Gaetano Bonanni † (27 giugno 1821 - 1843 ? dimesso)
- Letterio Turchi † (3 aprile 1843 - 20 maggio 1850 nominato vescovo di Città di Castello)
- Raffaele Bacchettoni † (20 maggio 1850 - 27 novembre 1880 dimesso)
- Domenico Bucchi-Accica † (13 dicembre 1880 - 30 dicembre 1889 nominato vescovo di Orvieto)
- Mariano Gavasci, O.F.M.Cap. † (23 giugno 1890 - 18 marzo 1895 dimesso)
- Nicola Ranieri, O.F.M. † (18 marzo 1895 - 24 luglio 1904 deceduto)
- Ercolano Marini † (11 dicembre 1905 - 2 giugno 1915 nominato arcivescovo di Amalfi)
- Vincenzo Migliorelli † (8 luglio 1916 - 10 agosto 1927 nominato vescovo di San Severino)
- Settimio Peroni † (17 dicembre 1928 - 1º febbraio 1951 dimesso[62])
- Ilario Roatta † (27 marzo 1951 - 8 marzo 1960 nominato vescovo di Sant'Agata dei Goti)
- Alberto Giuseppe Scola † (28 marzo 1960 - 13 maggio 1972 dimesso)
- Giuliano Agresti † (13 maggio 1972 - 25 marzo 1973 nominato arcivescovo di Lucca)
- Ottorino Pietro Alberti † (9 agosto 1973 - 30 settembre 1986 nominato arcivescovo di Spoleto-Norcia)

### Arcivescovi di Spoleto-Norcia
- Ottorino Pietro Alberti † (30 settembre 1986 - 23 novembre 1987 nominato arcivescovo di Cagliari)
- Antonio Ambrosanio † (4 gennaio 1988 - 7 febbraio 1995 deceduto)
- Riccardo Fontana (16 dicembre 1995 - 16 luglio 2009 nominato arcivescovo, titolo personale, di Arezzo-Cortona-Sansepolcro)
- Renato Boccardo, dal 16 luglio 2009

## Vescovi oriundi dell'arcidiocesi

### Viventi
- Antonio Buoncristiani (Cerreto di Spoleto, 20 dicembre 1943), già vicario generale della diocesi di Foligno, vescovo di Porto-Santa Rufina (1994-2001), arcivescovo di Siena-Colle di Val d'Elsa-Montalcino (2001-2019)
- Gino Reali (Monteleone di Spoleto, 28 gennaio 1948), già vicario generale dell'arcidiocesi di Spoleto-Norcia, vescovo di Porto-Santa Rufina (2002-2021)

### Deceduti
- Giuseppe Accoramboni (Preci, 24 settembre 1672 - Roma, 21 marzo 1747), vescovo di Imola (1728-1739), cardinale-presbitero di Santa Maria in Traspontina (1728-1740) e di Santa Maria in Trastevere (1740-1743), cardinale-vescovo di Frascati (1743-1747)
- Aristide Rinaldini (Montefalco, 5 febbraio 1844 - Roma, 11 febbraio 1920), nunzio apostolico nei Paesi Bassi (1887-1893) e in Spagna (1899-1907), arcivescovo titolare di Eraclea di Europa, cardinale-presbitero di San Pancrazio (1907-1920)
- Donato Raffaele Sbarretti Tazza (Montefranco, 12 novembre 1856 - Roma, 1º aprile 1939), vescovo di San Cristóbal de la Habana (1900-1901), arcivescovo titolare di Gortina (1901), delegato apostolico nelle Filippine, arcivescovo titolare di Efeso (1901-1916), delegato apostolico in Canada, segretario della Congregazione per i Religiosi, assessore della Congregazione del Sant'Uffizio, cardinale presbitero di San Silvestro in Capite (1916-1928), prefetto della Congregazione del Concilio, camerlengo del Collegio cardinalizio, cardinale vescovo di Sabina e Poggio Mirteto (1928-1939), segretario della Congregazione del Sant'Uffizio e vicedecano del Collegio cardinalizio
- Basilio Pompilj (Spoleto, 16 aprile 1858 - Roma, 5 maggio 1931), cardinale-diacono di Santa Maria in Domnica (1911-1914), vicario generale per la diocesi di Roma (1913-1931), arcivescovo titolare di Filippi (1913), cardinale-presbitero di Santa Maria in Ara Coeli (1914-1917), cardinale-vescovo di Velletri (1917-1931)
- Evaristo Lucidi (Montefranco, 4 ottobre 1866 - Roma, 31 marzo 1929), cardinale-diacono di Sant'Adriano al Foro (1923-1929)

## Statistiche
L'arcidiocesi nel 2023 su una popolazione di 108.300 persone contava 104.000 battezzati, corrispondenti al 96,0% del totale.
| anno                          | popolazione | popolazione | popolazione | presbiteri | presbiteri | presbiteri | presbiteri                | diaconi | religiosi | religiosi | parrocchie |
| anno                          | battezzati  | totale      | %           | numero     | secolari   | regolari   | battezzati per presbitero | diaconi | uomini    | donne     | parrocchie |
| ----------------------------- | ----------- | ----------- | ----------- | ---------- | ---------- | ---------- | ------------------------- | ------- | --------- | --------- | ---------- |
| arcidiocesi di Spoleto        |             |             |             |            |            |            |                           |         |           |           |            |
| 1949                          | 108.900     | 110.000     | 99,0        | 219        | 144        | 75         | 497                       |         | 25        | 391       | 173        |
| 1970                          | 84.118      | 84.138      | 100,0       | 186        | 128        | 58         | 452                       |         | 65        | 364       | 177        |
| 1980                          | 76.310      | 76.530      | 99,7        | 166        | 124        | 42         | 459                       |         | 47        | 370       | 152        |
| diocesi di Norcia             |             |             |             |            |            |            |                           |         |           |           |            |
| 1950                          | 28.000      | 28.000      | 100,0       | 96         | 85         | 11         | 291                       |         | 12        | 144       | 102        |
| 1970                          | 21.480      | 21.480      | 100,0       | 149        | 132        | 17         | 144                       |         | 21        | 155       | 101        |
| 1980                          | 14.500      | 15.150      | 95,7        | 65         | 50         | 15         | 223                       |         | 19        | 125       | 100        |
| arcidiocesi di Spoleto-Norcia |             |             |             |            |            |            |                           |         |           |           |            |
| 1990                          | 92.390      | 92.650      | 99,7        | 173        | 126        | 47         | 534                       | 1       | 63        | 402       | 138        |
| 1999                          | 94.220      | 94.500      | 99,7        | 154        | 111        | 43         | 611                       | 1       | 48        | 372       | 138        |
| 2000                          | 94.220      | 94.500      | 99,7        | 156        | 110        | 46         | 603                       | 1       | 51        | 372       | 137        |
| 2001                          | 94.220      | 94.500      | 99,7        | 155        | 109        | 46         | 607                       | 1       | 62        | 372       | 137        |
| 2002                          | 100.501     | 101.385     | 99,1        | 148        | 102        | 46         | 679                       |         | 70        | 372       | 141        |
| 2003                          | 100.501     | 101.385     | 99,1        | 148        | 104        | 44         | 679                       | 5       | 71        | 349       | 74         |
| 2004                          | 100.562     | 101.472     | 99,1        | 148        | 97         | 51         | 679                       | 6       | 78        | 328       | 74         |
| 2010                          | 101.750     | 104.215     | 97,6        | 141        | 83         | 58         | 721                       | 5       | 73        | 293       | 76         |
| 2014                          | 102.000     | 108.000     | 94,4        | 133        | 74         | 59         | 766                       | 5       | 118       | 266       | 73         |
| 2017                          | 102.300     | 108.700     | 94,1        | 121        | 69         | 52         | 845                       | 8       | 78        | 213       | 71         |
| 2020                          | 104.800     | 109.290     | 95,9        | 107        | 58         | 49         | 979                       | 7       | 81        | 171       | 71         |
| 2022                          | 104.390     | 108.780     | 96,0        | 100        | 53         | 47         | 1.043                     | 7       | 73        | 167       | 71         |
| 2023                          | 104.000     | 108.300     | 96,0        | 98         | 52         | 46         | 1.061                     | 8       | 68        | 163       | 71         |

### Per la sede di Spoleto
- (LA) Ferdinando Ughelli, Italia sacra, vol. I, seconda edizione, Venezia, 1717,  coll. 1250-1273.
- Francesco Lanzoni, Le diocesi d'Italia dalle origini al principio del secolo VII (an. 604), vol. I, Faenza, 1927,  pp. 436-446.
- Giuseppe Cappelletti, Le Chiese d'Italia della loro origine sino ai nostri giorni, vol. IV, Venezia, 1846,  pp. 327-385.
- (DE) Gerhard Schwartz, Die Besetzung der Bistümer Reichsitaliens unter den sächsischen und salischen Kaisern : mit den Listen der Bischöfe, 951-1122, Leipzig-Berlin, 1913,  pp. 239-240.
- (LA) Pius Bonifacius Gams, Series episcoporum Ecclesiae Catholicae, Graz, 1957,  pp. 727-729.
- (LA)  Konrad Eubel, Hierarchia Catholica Medii Aevi, vol. 1, p. 461; vol. 2, p. XXXVIII e 241; vol. 3, p. 303; vol. 4, p. 321; vol. 5, p. 362; vol. 6, p. 386.

### Per la sede di Norcia
- Ferdinando Ughelli, Italia sacra, vol. X, 1722,  coll. 149-150.
- Francesco Lanzoni, Le diocesi d'Italia dalle origini al principio del secolo VII (an. 604), vol. I, Faenza, 1927,  pp. 358-359.
- Giuseppe Cappelletti, Le Chiese d'Italia della loro origine sino ai nostri giorni, vol. V, Venezia, 1846,  pp. 345-369.
- (LA) Pius Bonifacius Gams, Series episcoporum Ecclesiae Catholicae, Graz, 1957,  pp. 710-711.
- (LA) Bolla Ad tuendam, in Bullarii romani continuatio, Tomo XV, Romae, 1853,  pp. 356-366.